# معركة تامدة

## تاريخ و مكان الواقعة
معركة تامدة (23 ديسمبر 1845) كانت إحدى المعارك التي وقعت خلال فترة الثورة الجزائرية ضد الاحتلال الفرنسي. وقعت هذه المعركة في منطقة خنق تامدة بجبل بوشطوط شمال تيارت بولاية تيارت الجزائرية الحالية.

## الشريف بومعزة
تميزت معركة تامدة بمشاركة الشريف بومعزة، وهو قائد مقاوم جزائري بارز، إلى جانب الأمير عبد القادر. وقد كانت هذه المعركة نقطة تحول مهمة في الصراع بين القوات الجزائرية والقوات الفرنسية.

## أحداث المعركة
كانت المعركة على شكل حصار قام به الجيش الفرنسي على معسكر الامير الذي كان في جبل بوشطوط وتشير التقارير الفرنسية إلى أن القوات الفرنسية تكبدت خسائر تقدر بحوالي 10 قتلى من ضباط الصف و20 جريحًا، بالإضافة إلى مقتل حوالي 60 حصانًا. على الجانب الجزائري، يصعب تحديد الخسائر بدقة بسبب نقص المصادر الجزائرية التي توثق تلك الأحداث.

## النتائج
معركة تامدة تعكس التوترات والمعارك التي خاضها الأمير عبد القادر ضد القوات الفرنسية في محاولته لصد الاحتلال والدفاع عن استقلال الجزائر. وعلى الرغم من جهود الجيش الجزائري، إلا أن الأمير عبد القادر خسر المعركة في النهاية.